# Llista d'asteroides/203101-203200
| Nom      | Designació provisional | Data de descobriment   | Lloc de descobriment | Descobridor/s       |
| -------- | ---------------------- | ---------------------- | -------------------- | ------------------- |
| 203101 - | 2000 RN95              | 4 de setembre de 2000  | Anderson Mesa        | LONEOS              |
| 203102 - | 2000 RD102             | 5 de setembre de 2000  | Anderson Mesa        | LONEOS              |
| 203103 - | 2000 SS15              | 23 de setembre de 2000 | Socorro              | LINEAR              |
| 203104 - | 2000 SJ24              | 25 de setembre de 2000 | Socorro              | LINEAR              |
| 203105 - | 2000 SK31              | 24 de setembre de 2000 | Socorro              | LINEAR              |
| 203106 - | 2000 SP35              | 24 de setembre de 2000 | Socorro              | LINEAR              |
| 203107 - | 2000 ST38              | 24 de setembre de 2000 | Socorro              | LINEAR              |
| 203108 - | 2000 SD115             | 24 de setembre de 2000 | Socorro              | LINEAR              |
| 203109 - | 2000 SX115             | 24 de setembre de 2000 | Socorro              | LINEAR              |
| 203110 - | 2000 SE141             | 23 de setembre de 2000 | Socorro              | LINEAR              |
| 203111 - | 2000 SR143             | 24 de setembre de 2000 | Socorro              | LINEAR              |
| 203112 - | 2000 SN166             | 23 de setembre de 2000 | Socorro              | LINEAR              |
| 203113 - | 2000 SF181             | 19 de setembre de 2000 | Haleakala            | NEAT                |
| 203114 - | 2000 SK195             | 24 de setembre de 2000 | Socorro              | LINEAR              |
| 203115 - | 2000 SH196             | 24 de setembre de 2000 | Socorro              | LINEAR              |
| 203116 - | 2000 SP207             | 24 de setembre de 2000 | Socorro              | LINEAR              |
| 203117 - | 2000 SN218             | 26 de setembre de 2000 | Socorro              | LINEAR              |
| 203118 - | 2000 SP221             | 26 de setembre de 2000 | Socorro              | LINEAR              |
| 203119 - | 2000 SJ226             | 27 de setembre de 2000 | Socorro              | LINEAR              |
| 203120 - | 2000 SK226             | 27 de setembre de 2000 | Socorro              | LINEAR              |
| 203121 - | 2000 SV228             | 28 de setembre de 2000 | Socorro              | LINEAR              |
| 203122 - | 2000 SY229             | 28 de setembre de 2000 | Socorro              | LINEAR              |
| 203123 - | 2000 SH231             | 30 de setembre de 2000 | Socorro              | LINEAR              |
| 203124 - | 2000 SV233             | 21 de setembre de 2000 | Socorro              | LINEAR              |
| 203125 - | 2000 SN237             | 25 de setembre de 2000 | Socorro              | LINEAR              |
| 203126 - | 2000 SV243             | 24 de setembre de 2000 | Socorro              | LINEAR              |
| 203127 - | 2000 SZ246             | 24 de setembre de 2000 | Socorro              | LINEAR              |
| 203128 - | 2000 SE249             | 24 de setembre de 2000 | Socorro              | LINEAR              |
| 203129 - | 2000 SA252             | 24 de setembre de 2000 | Socorro              | LINEAR              |
| 203130 - | 2000 SO258             | 24 de setembre de 2000 | Socorro              | LINEAR              |
| 203131 - | 2000 SJ277             | 30 de setembre de 2000 | Socorro              | LINEAR              |
| 203132 - | 2000 SG352             | 30 de setembre de 2000 | Anderson Mesa        | LONEOS              |
| 203133 - | 2000 SO369             | 25 de setembre de 2000 | Anderson Mesa        | LONEOS              |
| 203134 - | 2000 TK2               | 2 d'octubre de 2000    | OCA-Anza             | M. Collins, R. Sipe |
| 203135 - | 2000 TM6               | 1 d'octubre de 2000    | Socorro              | LINEAR              |
| 203136 - | 2000 TT13              | 1 d'octubre de 2000    | Socorro              | LINEAR              |
| 203137 - | 2000 TY28              | 1 d'octubre de 2000    | Socorro              | LINEAR              |
| 203138 - | 2000 TH58              | 2 d'octubre de 2000    | Socorro              | LINEAR              |
| 203139 - | 2000 UP20              | 24 d'octubre de 2000   | Socorro              | LINEAR              |
| 203140 - | 2000 UT21              | 24 d'octubre de 2000   | Socorro              | LINEAR              |
| 203141 - | 2000 UV41              | 24 d'octubre de 2000   | Socorro              | LINEAR              |
| 203142 - | 2000 UV57              | 25 d'octubre de 2000   | Socorro              | LINEAR              |
| 203143 - | 2000 UW57              | 25 d'octubre de 2000   | Socorro              | LINEAR              |
| 203144 - | 2000 UO61              | 25 d'octubre de 2000   | Socorro              | LINEAR              |
| 203145 - | 2000 UZ84              | 31 d'octubre de 2000   | Socorro              | LINEAR              |
| 203146 - | 2000 VE4               | 1 de novembre de 2000  | Socorro              | LINEAR              |
| 203147 - | 2000 VP4               | 1 de novembre de 2000  | Socorro              | LINEAR              |
| 203148 - | 2000 VY38              | 3 de novembre de 2000  | Socorro              | LINEAR              |
| 203149 - | 2000 VP48              | 2 de novembre de 2000  | Socorro              | LINEAR              |
| 203150 - | 2000 WA10              | 22 de novembre de 2000 | Kitt Peak            | Spacewatch          |
| 203151 - | 2000 WV10              | 22 de novembre de 2000 | Kitt Peak            | Spacewatch          |
| 203152 - | 2000 WH15              | 20 de novembre de 2000 | Socorro              | LINEAR              |
| 203153 - | 2000 WL18              | 21 de novembre de 2000 | Socorro              | LINEAR              |
| 203154 - | 2000 WT31              | 20 de novembre de 2000 | Socorro              | LINEAR              |
| 203155 - | 2000 WU101             | 26 de novembre de 2000 | Socorro              | LINEAR              |
| 203156 - | 2000 WK138             | 21 de novembre de 2000 | Socorro              | LINEAR              |
| 203157 - | 2000 WC140             | 21 de novembre de 2000 | Socorro              | LINEAR              |
| 203158 - | 2000 WF142             | 20 de novembre de 2000 | Anderson Mesa        | LONEOS              |
| 203159 - | 2000 WQ144             | 21 de novembre de 2000 | Socorro              | LINEAR              |
| 203160 - | 2000 WB159             | 28 de novembre de 2000 | Kitt Peak            | Spacewatch          |
| 203161 - | 2000 WO167             | 24 de novembre de 2000 | Anderson Mesa        | LONEOS              |
| 203162 - | 2000 WA180             | 27 de novembre de 2000 | Socorro              | LINEAR              |
| 203163 - | 2000 XU5               | 1 de desembre de 2000  | Socorro              | LINEAR              |
| 203164 - | 2000 XY15              | 1 de desembre de 2000  | Socorro              | LINEAR              |
| 203165 - | 2000 XP22              | 4 de desembre de 2000  | Socorro              | LINEAR              |
| 203166 - | 2000 XB39              | 5 de desembre de 2000  | Socorro              | LINEAR              |
| 203167 - | 2000 XT44              | 7 de desembre de 2000  | Socorro              | LINEAR              |
| 203168 - | 2000 XL45              | 7 de desembre de 2000  | Socorro              | LINEAR              |
| 203169 - | 2000 YF26              | 23 de desembre de 2000 | Socorro              | LINEAR              |
| 203170 - | 2000 YH42              | 30 de desembre de 2000 | Socorro              | LINEAR              |
| 203171 - | 2000 YU48              | 30 de desembre de 2000 | Socorro              | LINEAR              |
| 203172 - | 2000 YY94              | 30 de desembre de 2000 | Socorro              | LINEAR              |
| 203173 - | 2000 YL98              | 30 de desembre de 2000 | Socorro              | LINEAR              |
| 203174 - | 2000 YK107             | 30 de desembre de 2000 | Socorro              | LINEAR              |
| 203175 - | 2000 YH110             | 30 de desembre de 2000 | Socorro              | LINEAR              |
| 203176 - | 2000 YB134             | 31 de desembre de 2000 | Haleakala            | NEAT                |
| 203177 - | 2001 AM9               | 2 de gener de 2001     | Socorro              | LINEAR              |
| 203178 - | 2001 AH36              | 5 de gener de 2001     | Socorro              | LINEAR              |
| 203179 - | 2001 BK10              | 18 de gener de 2001    | Socorro              | LINEAR              |
| 203180 - | 2001 BU11              | 19 de gener de 2001    | Kitt Peak            | Spacewatch          |
| 203181 - | 2001 BJ24              | 20 de gener de 2001    | Socorro              | LINEAR              |
| 203182 - | 2001 BN25              | 20 de gener de 2001    | Socorro              | LINEAR              |
| 203183 - | 2001 BS25              | 20 de gener de 2001    | Socorro              | LINEAR              |
| 203184 - | 2001 BZ56              | 19 de gener de 2001    | Kitt Peak            | Spacewatch          |
| 203185 - | 2001 BD66              | 26 de gener de 2001    | Socorro              | LINEAR              |
| 203186 - | 2001 BA70              | 31 de gener de 2001    | Socorro              | LINEAR              |
| 203187 - | 2001 CK                | 1 de febrer de 2001    | Socorro              | LINEAR              |
| 203188 - | 2001 CQ5               | 1 de febrer de 2001    | Socorro              | LINEAR              |
| 203189 - | 2001 CF6               | 1 de febrer de 2001    | Socorro              | LINEAR              |
| 203190 - | 2001 CT12              | 1 de febrer de 2001    | Socorro              | LINEAR              |
| 203191 - | 2001 CV15              | 1 de febrer de 2001    | Socorro              | LINEAR              |
| 203192 - | 2001 CE30              | 2 de febrer de 2001    | Anderson Mesa        | LONEOS              |
| 203193 - | 2001 CC35              | 13 de febrer de 2001   | Socorro              | LINEAR              |
| 203194 - | 2001 CT37              | 15 de febrer de 2001   | Socorro              | LINEAR              |
| 203195 - | 2001 CH42              | 14 de febrer de 2001   | Bergisch Gladbach    | W. Bickel           |
| 203196 - | 2001 CJ42              | 15 de febrer de 2001   | Socorro              | LINEAR              |
| 203197 - | 2001 DG1               | 16 de febrer de 2001   | Kitt Peak            | Spacewatch          |
| 203198 - | 2001 DV1               | 16 de febrer de 2001   | Kitt Peak            | Spacewatch          |
| 203199 - | 2001 DT7               | 16 de febrer de 2001   | Črni Vrh             | Črni Vrh            |
| 203200 - | 2001 DP17              | 16 de febrer de 2001   | Socorro              | LINEAR              |